# Cratere Bohr
Bohr è un cratere lunare di 70,07 km situato nella parte nord-occidentale della faccia visibile della Luna. 
Prende il nome dal fisico danese Niels Bohr.